# Hell on Heels
Hell on Heels es el primer álbum de estudio del grupo estadounidense femenino de música country Pistol Annies. El grupo está formado por Miranda Lambert, Ashley Monroe y Angaleena Presley. Su primer sencillo, «Hell on Heels», salió  en mayo de 2011 y lanzaron su álbum debut el 23 de agosto de 2011. Pistol Annies debutó en el número 1 de la lista de álbumes country de Billboard con su álbum introductorio, Hell on Heels. Con más de 44 000 álbumes vendidos en la primera semana, con poca o ninguna promoción, el grupo aterrizó en el número 5 de la lista Billboard 200. El 5 de junio de 2013, el álbum había vendido 488.000 copias en los Estados Unidos. 
- Datos: Q13034702